# VoePass-Linhas-Aéreas-Flug 2283
Der VoePass-Linhas-Aéreas-Flug 2283 (Flugnummer IATA: 2Z-2283) war ein Linienflug der brasilianischen Fluggesellschaft VoePass Linhas Aéreas von Cascavel zum Flughafen São Paulo–Guarulhos. Am 9. August 2024 stürzte das Flugzeug, eine ATR 72-500, etwa 90 Minuten nach seinem Start in Vinhedo nordwestlich von São Paulo ab. Bei dem Unfall kamen alle 62 Insassen ums Leben.

## Maschine
Das betroffene Flugzeug war eine ATR 72-500, ein Typ des von Aeritalia und Aérospatiale gegründeten italienisch-französischen Konsortiums Avions de Transport Régional (ATR) zum Bau von Regionalflugzeugen. Die Maschine war zur Zeit des Unfalls 14 Jahre alt. Sie trug die Werknummer 908 und war registriert als PS-VPB. VoePass hatte die Maschine im September 2022 von der indonesischen Fluggesellschaft Pelita Air Service übernommen. Das zweimotorige Flugzeug war mit zwei Turboproptriebwerken des Typs Pratt & Whitney Canada PW127F ausgestattet.
Im März 2024 wurde das Flugzeug durch einen Tailstrike beschädigt und kam nach Reparaturarbeiten erst am  9. Juli wieder zum regulären Einsatz. Nach einem Druckabfall beim ersten folgenden Flug gab es erneut mehrtägige Reparaturarbeiten.

## Unfallhergang
Flug 2Z-2283 führt täglich von Cascavel im brasilianischen Bundesstaat Paraná zum internationalen Flughafen São Paulo–Guarulhos. Für die Strecke werden circa zwei Flugstunden berechnet. Am 9. August 2024 hob die ATR 72-500 mit 62 Menschen an Bord um 11:58 Uhr Ortszeit ab. Das Flugzeug war laut VoePass „ohne betriebliche Einschränkungen gestartet und alle Systeme waren für den Flug bereit“. Gegen 13:21 Uhr verschwand die Maschine vom Radar. Videoaufnahmen zeigen, wie die ATR 72-500 durch anhaltendes Flachtrudeln zu Boden stürzte. Der Höhenverlust innerhalb der letzten Flugminute betrug fast 4000 Meter. Die Besatzung habe zu keinem Zeitpunkt einen Notruf abgesetzt, teilte die brasilianische Luftwaffe mit. Alle 62 Insassen, 34 Männer und 28 Frauen, kamen ums Leben.
Die Absturzstelle befindet sich auf dem Gebiet der Stadt Vinhedo circa 75 Kilometer nordwestlich von São Paulo. Die Maschine stürzte dort in eine Wohnsiedlung. Menschen am Boden kamen nicht zu Schaden.
Zum Unfallzeitpunkt herrschten in der Region in einer Flughöhe zwischen 3700 und 6400 Metern starke Vereisungsbedingungen, auf die auch in einer  SIGMET-Meldung, einer Wetterwarnung für den Flugverkehr, hingewiesen wurde. VoePass-Betriebsleiter Marcel Moura räumte ein, dass bei der ATR 72-500 „eine größere Empfindlichkeit gegenüber Vereisung“ bestehe. Die Bedingungen am Unfalltag seien jedoch „innerhalb akzeptabler Parameter für einen Flug“ gewesen.

## Reaktionen
Der brasilianische Präsident Luiz Inácio Lula da Silva befand sich zum Zeitpunkt des Unfalls im Süden des Landes auf einer Veranstaltung. Er bat um eine Schweigeminute für die Opfer an Bord. Später ordnete er als Reaktion auf den Absturz eine dreitägige Staatstrauer an.

## Unfalluntersuchung
Die Flugschreiber wurden nach Auskunft der zuständigen Aufsichtsbehörde CENIPA geborgen und in Brasília untersucht. Am 6. September 2024 wurde nach Auswertung der Flugschreiber durch CENIPA ein erster Zwischenbericht veröffentlicht. Demnach wurde etwa eine Viertelstunde nach dem Start die Enteisung aktiviert, es gab in dem Zusammenhang jedoch eine Fehlermeldung im Cockpit. Im weiteren Verlauf des Fluges warnte der elektronische Eisdetektor mehrfach vor einer möglichen Vereisung, die Enteisung wurde dann kurz vor Beginn des geplanten Landeanflugs erneut aktiviert. Zwei Minuten, bevor die Kontrolle über das Flugzeug verloren wurde, gab es eine Warnmeldung über eine verminderte Leistungsfähigkeit der Maschine; wenige Sekunden vor dem Beginn des Flachtrudelns folgte noch eine Warnmeldung mit der Aufforderung zur Erhöhung der Geschwindigkeit.